# Swojków (Basse-Silésie)
Pour les articles homonymes, voir Swojków.
Swojków est une localité polonaise de la gmina de Domaniów, située dans le powiat d'Oława en voïvodie de Basse-Silésie.